# Nomada xanthopoda
Nomada xanthopoda är en biart som beskrevs av Schwarz 1990. Nomada xanthopoda ingår i släktet gökbin, och familjen långtungebin. Inga underarter finns listade i Catalogue of Life.